# Ivan Palazzese
Ivan Palazzese (Alba Adriatica, 2 gennaio 1962 – Hockenheim, 28 maggio 1989) è stato un pilota motociclistico venezuelano.

## Carriera
Giovanissimo, emigra con la famiglia in Venezuela dove nasce la sua passione per le moto. Sale alla ribalta nel 1977 quando, nel GP del Venezuela della classe 125, diventa il più giovane corridore a salire sul podio; è infatti terzo, dietro ad Ángel Nieto e Anton Mang. Il suo anno migliore è però il 1982, quando vince due Gran Premi in 125 (Svezia e Finlandia) piazzandosi al terzo posto nella classifica iridata, dietro alle Garelli di Ángel Nieto ed Eugenio Lazzarini.
Palazzese passa nella classe 250 dalla stagione 1983, con una Yamaha del team Venemotos, raccogliendo scarsi risultati: solo un podio (2º in Olanda) e alcuni giri veloci (Nazioni e Svezia). La mancanza di risultati costa a Palazzese il licenziamento dal team Venemotos a metà 1985. Divenuto ufficiale Aprilia per la stagione 1989, il 28 maggio di quell'anno, durante il secondo giro del GP di Germania a Hockenheim, si scontra accidentalmente con Fabio Barchitta, autore di una brusca manovra nel tentativo di evitare l'austriaco Andreas Preining, caduto a causa di un grippaggio. La moto numero 18, condotta proprio dal venezuelano, prende fuoco in mezzo alla pista. Alle loro spalle sopraggiunge ad alta velocità il folto gruppo degli inseguitori, che cerca di evitare i piloti caduti; non ci riesce tuttavia il francese Bruno Bonhuil, che travolge Palazzese ferendosi molto gravemente a sua volta.
Intuendo la gravità della situazione, Virginio Ferrari abbandona la gara e accorre in aiuto di Palazzese, tentando di praticargli un massaggio cardiaco in mezzo alla pista. In questa situazione, pur se in presenza di tre piloti gravemente feriti, di una moto in fiamme e dell'intervento dei soccorritori, la direzione gara si limita a ordinare le bandiera gialle; l'inadeguatezza del provvedimento diviene evidente già nel giro successivo, quando il gruppo passa a tutta velocità sulla scena dell'incidente e un paio di piloti, per evitare i feriti, devono lanciarsi a loro volta fuori pista, senza però causare altri danni. Solo a questo punto viene esposta la bandiera rossa. Nel frattempo i soccorsi fanno il possibile per rianimare Palazzese, ma inutilmente: il pilota muore sull'elicottero di soccorso, a soli 27 anni. Nella sua città natale è stato eretto un monumento in suo onore.

## Risultati nel motomondiale

### Classe 125
| 1977 | Classe | Moto       |   |   |   |   |   |   |   |   |   |   |   |    |   |  | Punti | Pos. |
| ---- | ------ | ---------- | - | - | - | - | - | - | - | - | - | - | - | -- | - |  | ----- | ---- |
| 1977 | 125    | Morbidelli | 3 | - | - | - | - | - | - | - | - | - | - | NE | - |  | 10    | 16º  |

| 1978 | Classe | Moto                |     |    |     |     |    |   |   |   |   |   |   |    |   |  | Punti | Pos. |
| ---- | ------ | ------------------- | --- | -- | --- | --- | -- | - | - | - | - | - | - | -- | - |  | ----- | ---- |
| 1978 | 125    | Yamaha e Morbidelli | Rit | 12 | Rit | Rit | 15 | - | - | - | - | - | - | NE | - |  | 0     |      |

| 1979 | Classe | Moto |     |   |   |   |     |   |   |   |   |   |   |   |   |  | Punti | Pos. |
| ---- | ------ | ---- | --- | - | - | - | --- | - | - | - | - | - | - | - | - |  | ----- | ---- |
| 1979 | 125    | MBA  | Rit | - | - | - | Rit | - | - | - | - | - | - | - | - |  | 0     |      |

| 1980 | Classe | Moto |   |   |   |   |   |   |   |   |   |   |  |  |  |  | Punti | Pos. |
| ---- | ------ | ---- | - | - | - | - | - | - | - | - | - | - |  |  |  |  | ----- | ---- |
| 1980 | 125    | MBA  | 6 | 2 | - | - | - | - | - | 4 | 8 | - |  |  |  |  | 28    | 7º   |

| 1981 | Classe | Moto |     |   |   |   |   |   |   |   |    |     |   |   |   |    | Punti | Pos. |
| ---- | ------ | ---- | --- | - | - | - | - | - | - | - | -- | --- | - | - | - | -- | ----- | ---- |
| 1981 | 125    | MBA  | Rit | - | - | - | 7 | 2 | 6 | 5 | NE | Rit | - | - | 3 | NE | 37    | 7º   |

| 1982 | Classe | Moto |   |     |    |     |   |   |     |   |   |   |   |   |    |    | Punti | Pos. |
| ---- | ------ | ---- | - | --- | -- | --- | - | - | --- | - | - | - | - | - | -- | -- | ----- | ---- |
| 1982 | 125    | MBA  | 5 | Rit | 21 | Rit | 3 | 6 | Rit | 5 | 5 | 1 | 1 | 2 | NE | NE | 75    | 3º   |

| Legenda | 1º posto        | 2º posto            | 3º posto            | A punti      | Senza punti        | Grassetto – Pole position Corsivo – Giro più veloce |
| Legenda | Gara non valida | Non qual./Non part. | Ritirato/Non class. | Squalificato | '-' Dato non disp. | Grassetto – Pole position Corsivo – Giro più veloce |

### Classe 250
| 1981 | Classe | Moto   |     |    |   |   |   |   |    |   |   |   |   |   |   |   |  | Punti | Pos. |
| ---- | ------ | ------ | --- | -- | - | - | - | - | -- | - | - | - | - | - | - | - |  | ----- | ---- |
| 1981 | 250    | Yamaha | Rit | NE | - | - | - | - | NE | - | - | - | - | - | - | - |  | 0     |      |

| 1983 | Classe | Moto   |    |   |   |   |    |   |   |   |   |   |   |    |  |  |  | Punti | Pos. |
| ---- | ------ | ------ | -- | - | - | - | -- | - | - | - | - | - | - | -- |  |  |  | ----- | ---- |
| 1983 | 250    | Yamaha | 10 | - | 8 | - | 10 | - | - | 2 | 8 | - | - | NE |  |  |  | 20    | 13º  |

| 1984 | Classe | Moto   |   |   |   |   |   |    |   |   |   |   |   |   |  |  |  | Punti | Pos. |
| ---- | ------ | ------ | - | - | - | - | - | -- | - | - | - | - | - | - |  |  |  | ----- | ---- |
| 1984 | 250    | Yamaha | 8 | - | - | - | - | NQ | 6 | - | 4 | - | - | - |  |  |  | 16    | 15º  |

| 1985 | Classe | Moto   |    |    |     |    |    |   |   |  |   |  |   |   |  |  |  | Punti | Pos. |
| ---- | ------ | ------ | -- | -- | --- | -- | -- | - | - |  | - |  | - | - |  |  |  | ----- | ---- |
| 1985 | 250    | Yamaha | 14 | 17 | Rit | 16 | NQ | - | - |  | - |  | - | - |  |  |  | 0     |      |

| 1986 | Classe | Moto  |  |    |   |   |   |   |   |   |   |   |   |    |  |  |  | Punti | Pos. |
| ---- | ------ | ----- |  | -- | - | - | - | - | - | - | - | - | - | -- |  |  |  | ----- | ---- |
| 1986 | 250    | Rotax |  | 20 | - | - | - | - | - | - | - | - | - | NE |  |  |  | 0     |      |

| 1987 | Classe | Moto   |  |    |    |     |     |    |   |     |     |     |   |    |     |  |  | Punti | Pos. |
| ---- | ------ | ------ |  | -- | -- | --- | --- | -- | - | --- | --- | --- | - | -- | --- |  |  | ----- | ---- |
| 1987 | 250    | Yamaha |  | NQ | NQ | Rit | Rit | 10 | 6 | Rit | Rit | Rit | 8 | 12 | Rit |  |  | 9     | 16º  |

| 1988 | Classe | Moto   |     |  |     |    |    |  |   |    |     |  |  |    |   |    |  | Punti | Pos. |
| ---- | ------ | ------ | --- |  | --- | -- | -- |  | - | -- | --- |  |  | -- | - | -- |  | ----- | ---- |
| 1988 | 250    | Yamaha | Rit |  | Rit | 21 | NQ |  | 9 | 13 | Rit |  |  | 11 | 6 | 17 |  | 25    | 18º  |

| 1989 | Classe | Moto    |     |    |    |    |   |     |  |  |  |  |  |  |  |  |  | Punti | Pos. |
| ---- | ------ | ------- | --- | -- | -- | -- | - | --- |  |  |  |  |  |  |  |  |  | ----- | ---- |
| 1989 | 250    | Aprilia | Rit | 18 | 11 | 11 | 7 | Rit |  |  |  |  |  |  |  |  |  | 19    | 22º  |

| Legenda | 1º posto        | 2º posto            | 3º posto            | A punti      | Senza punti        | Grassetto – Pole position Corsivo – Giro più veloce |
| Legenda | Gara non valida | Non qual./Non part. | Ritirato/Non class. | Squalificato | '-' Dato non disp. | Grassetto – Pole position Corsivo – Giro più veloce |

### Classe 350
| 1979 | Classe | Moto   |     |   |   |   |   |   |   |    |    |   |   |   |   | Punti | Pos. |
| ---- | ------ | ------ | --- | - | - | - | - | - | - | -- | -- | - | - | - | - | ----- | ---- |
| 1979 | 350    | Yamaha | Rit | - | - | - | - | - | - | NE | NE | - | - | - | - | 0     |      |

| Legenda | 1º posto        | 2º posto            | 3º posto            | A punti      | Senza punti        | Grassetto – Pole position Corsivo – Giro più veloce |
| Legenda | Gara non valida | Non qual./Non part. | Ritirato/Non class. | Squalificato | '-' Dato non disp. | Grassetto – Pole position Corsivo – Giro più veloce |